# Limoncello

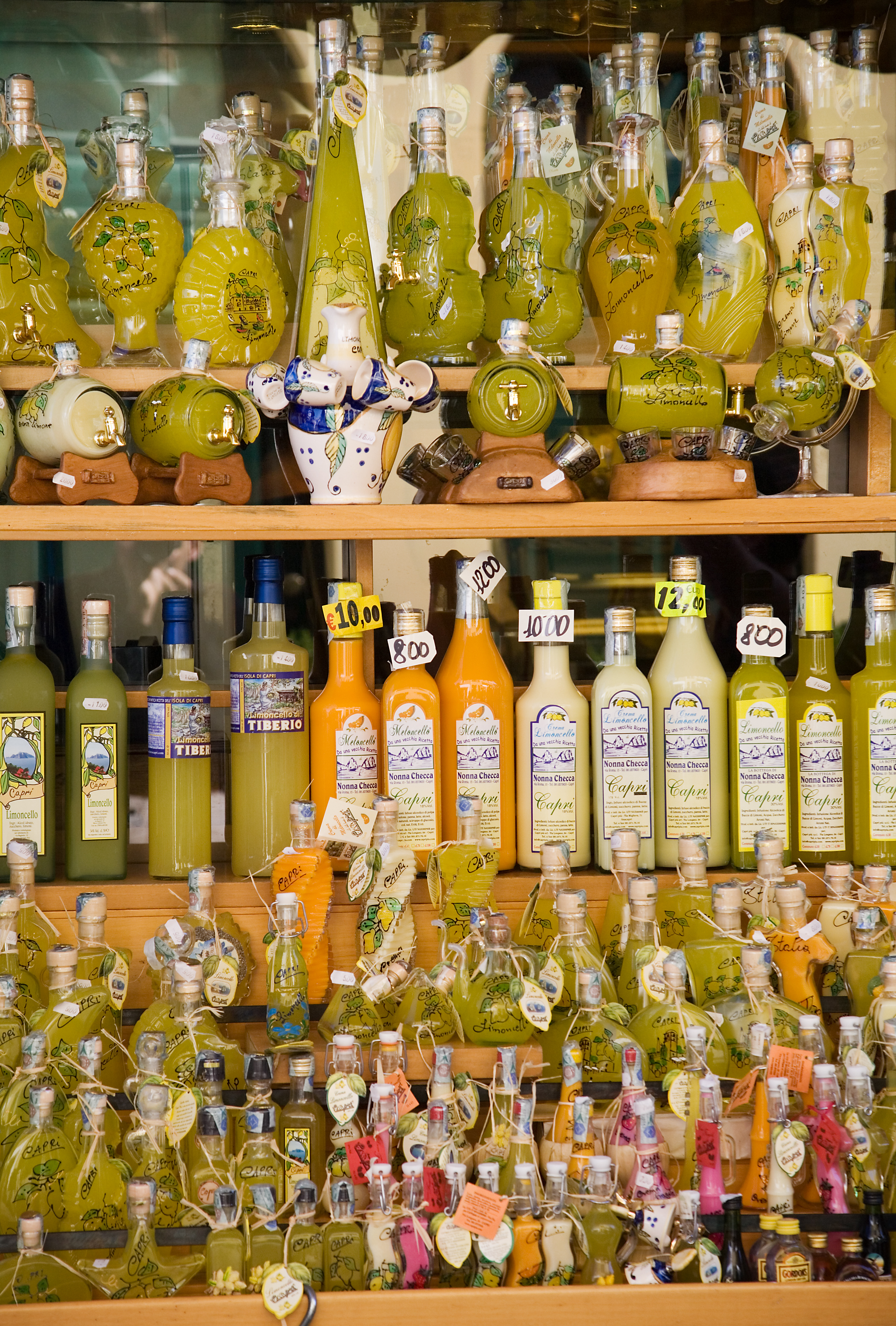
Verkaufsstand mit Limoncello-Flaschen auf Capri

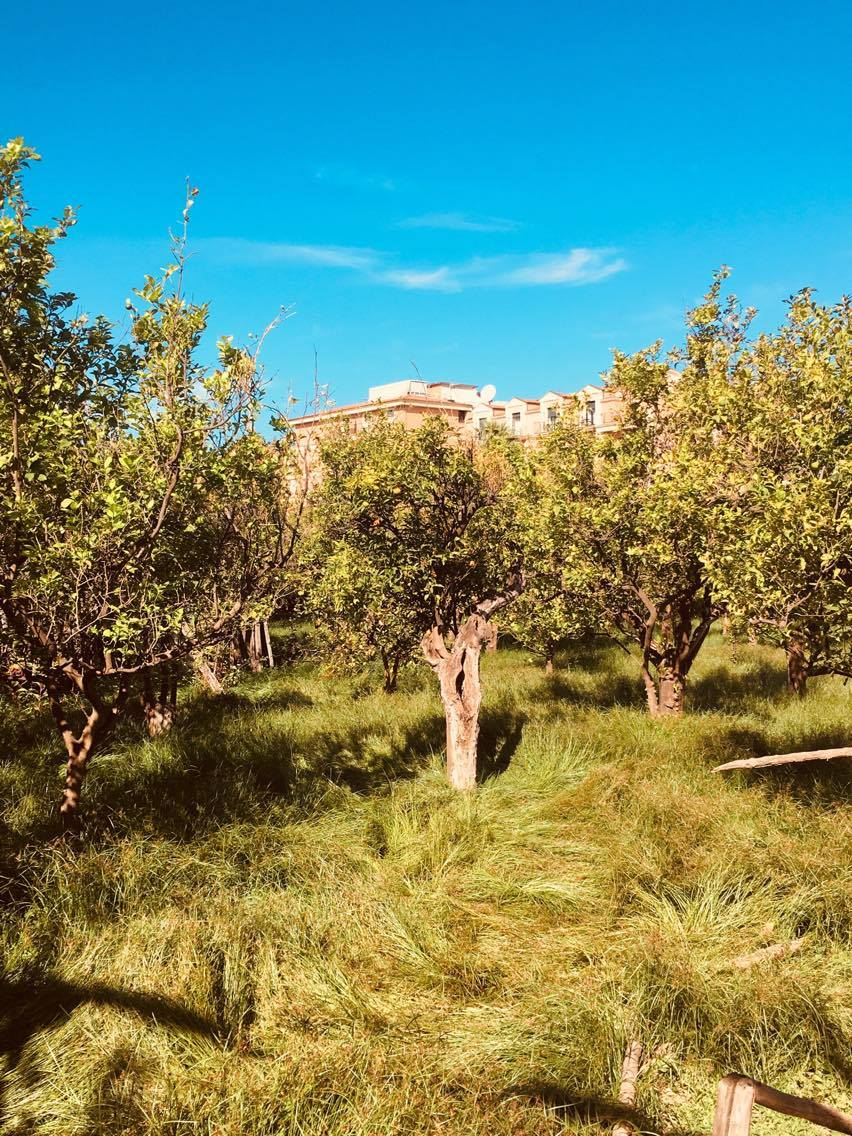
Typischer Zitronengarten der Amalfiküste in Sorrent

Limoncello [limont'ʃɛlːo] ist ein Likör aus Zitronen der Sorte Sfusato Amalfitano, der am Golf von Neapel und entlang der Amalfiküste sowie auf Sizilien hergestellt wird. Eine Variante, die in Ligurien hergestellt wird, nennt sich Limoncino. Zur Herstellung werden die Aromen in der Form von ätherischen Ölen aus der Zitronenschale mit Alkohol extrahiert und der aromatisierte Alkohol mit einer Wasser-Zucker-Lösung verdünnt.

## Herstellung und Verwendung
Der Limoncello wird in einem mehrstufigen Arbeitsgang hergestellt. Zuerst werden die Zitronen gewaschen und geschält. Dabei darf nur die äußere gelbe Schale abgeschält werden, da sonst die darunterliegenden weißen Teile (das Mesokarp) für einen bitteren Geschmack sorgen. Anschließend werden die Schalen für drei bis vier Wochen in ein Gefäß mit 95%igem Alkohol gegeben. Am Ende der Mazerationszeit wird ein Aufguss aus erwärmtem Wasser mit Zucker dazugegeben. Nach etwa einer Woche wird der Likör gefiltert und kann getrunken werden.
Der Limoncello wird eiskalt und mit einem Alkoholgehalt von 26 bis 35 % Vol. vor allem als Digestif serviert. Er wird auch als Zutat für Torten, Eiscreme und andere Süßspeisen verwendet, beispielsweise für das ligurische Tiramisù al Limoncino.